# Empresa 2.0
La empresa 2.0 (enterprise 2.0 en inglés y también conocida en un sentido más amplio como organización 2.0) es aquella que, por analogía con la web 2.0, toma la referencia de ésta en lo que se refiere al uso de herramientas de software social. Sin embargo, en tanto que la web 2.0 supone no sólo el simple uso de estas herramientas sino también cambios más profundos relacionados con la identidad de las personas y las relaciones entre ellas, cabe considerar a la empresa 2.0 como una herramienta más para gestión de negocios. Así pues, englobaría el uso de los principios y prácticas de la denominada web social como plataforma de actuación.
Según Andrew McAfee, académico de la Universidad de Harvard, Enterprise 2.0 es la utilización de plataformas de software social emergente dentro de las empresas, o entre las empresas, sus socios y sus clientes. Esto significa que, tal como los usuarios de las aplicaciones web 2.0 más utilizadas (Flickr, del.icio.us, Google, Wikipedia, Facebook, Linkedin, etc.) hacen uso de estas herramientas para crear contenido y formar comunidades sin requerir de un alto grado de conocimientos técnicos; esta misma capacidad puede trasladarse a una organización. Las ideas en torno a las que McAfee define la empresa 2.0, bajo el acrónimo SLATES,  son:
- Search: las personas buscan y encuentran lo que necesitan para su actividad laboral navegando por los contenidos mejor o peor organizados de sus Intranets corporativas. Encontrar lo que buscas es el argumento básico de esta nueva empresa.
- Links: la forma en que buscamos ya no es mediante secuencia de principio a fin, sino de un recurso a otro. El enlace es el orden de la empresa 2.0.
- Authoring: si Nicholas Carr ya anticipó lo bueno y lo malo de la amateurización de la web 2.0, McAfee confirma que todo el mundo puede producir y generar sus contenidos. Cada cual es capaz de mostrar lo que sabe y de generar tráfico en torno a sus contenidos, siempre que sean útiles para los demás.
- Tag: la experiencia de quien usa los sistemas de información de una empresa se ve enriquecido por la etiquetación. No son las máquinas sino los humanos quienes etiquetan el contenido. De esta forma la búsqueda se acerca al criterio de la persona, se humaniza, en buena parte.
- Extensions: el sistema de recomendación como vía de avance en la búsqueda. Si le damos valor a este contenido y éste a su vez se lo concede a otro, es probable que me fije también en este último. La búsqueda de contenido relevante se realiza extendiendo desde las conexiones de un punto de origen. Las redes son la forma en que se organiza el conocimiento.
- Signals: como forma de saber que algo relevante ha sucedido. No podemos perseguir todo aquello que nos interesa. Necesitamos recibir señales cuando algo se mueve en ese objeto de deseo que previamente he fijado. Son las tecnologías RSS, la gran fuente de conocimiento asociada a la empresa 2.0.

El impacto que ha causado la web 2.0 tanto en términos sociales y tecnológicos, como en los modelos de negocios de vendedores de software, definitivamente influyó para tomar en consideración efectos y beneficios en su implementación en las organizaciones.
Si la web 2.0 está dirigida para los usuarios, la Enterprise 2.0 está dirigida a los empleados, clientes y stakeholders, donde se fomenta el uso de herramientas de web social tanto a nivel interno -en las diferentes unidades operativas de una empresa- como en su relación externa con el sector en el que se encuentre.

## Aplicación
Las herramientas más comunes de la Enterprise 2.0 son, claro está, las que encontramos también bajo la perspectiva de la web social: blogs, wikis, sindicación de contenidos mediante lectores de RSS, etiquetación social o folcsonomía, mashups de diverso tipo, software de redes sociales, etc. 
De esta forma, la Enterprise 2.0 puede desarrollarse en un amplio espectro empresarial en donde se destacan dos perspectivas específicas: la perspectiva externa y la perspectiva interna.
Ambas están dentro del espectro comunicacional, en donde una se enfrenta con las unidades que se relacionan con los clientes, y la otra con los empleados.
- Externa: (Relaciones Públicas)

- Áreas de aplicación: Marketing, Relaciones Públicas, Departamentos de Comunicaciones e Imagen Corporativa, Servicio al Cliente

- Investigación de Mercados
- Retroalimentación de Clientes
- Lanzamiento y promoción de nuevos productos y servicios
- Visión y opinión corporativa frente a temas de interés, que evita los malentendidos que podrían provocar los medios de comunicación. La empresa en ese sentido, tiene la oportunidad de dar a conocer "su verdad"

- Se relaciona con las comunicaciones dentro de la empresa, ya sea esta en su totalidad, o dentro de pequeñas unidades que luego de su prueba, se propagan al resto de las unidades funcionales.